# Zeuzera coffeae
Espèce
Zeuzera coffeae (dont la chenille est le Ver rouge du caféier) est une espèce de lépidoptères (papillons) de la famille des Cossidae, originaire d'Asie, Australasie et Océanie.

## Liste des sous-espèces
Selon Catalogue of Life (5 oct. 2013) :
- sous-espèce Zeuzera coffeae angulata Aroar, 1976
- sous-espèce Zeuzera coffeae virens Toxopeus, 1948